# Raquel Cardoso
Pour les articles homonymes, voir Cardoso.
Raquel da Conceição Rogado Calixto Cardoso, née le 19 décembre 1951 à Montoito, est une femme politique portugaise.
Membre du Parti social-démocrate, elle siège au Parlement européen de 2003 à 2004.